# Diario de Valencia (1911-1936)
Diario de Valencia fue un periódico editado en la ciudad española de Valencia entre 1911 y 1936.

## Historia
Su primer número apareció el 18 de marzo de 1911, bajo la dirección de su fundador, Manuel Simó y Marín, aunque al poco pasaría la dirección a cargo de Juan Luis Martín y Mengod. Considerado en estos primeros años órgano del jaimismo, contaba con cuatro páginas de 64 x 46, impresas en una imprenta propia. En 1912 se encargó de la dirección Luis Lucia Lucia, hasta 1914, en que esta retornaría a Martín Mengod.
La primera redacción del periódico estaba formada por Bernardo Pellejero Pérez, Francisco López Solano, Luis Lucia y Lucia, Enrique Cardona Alcaraz, Eugenio Roldán, Vicente Marín Bosque, Aurelio Yanguas Fleury y José Navarro Cabanes; más adelante se incorporarían Fernando Llopis, Francisco Corella, Francisco Cabo y José Llombart. Entre su contenido se incluía información telegráfica así como fotografías y caricaturas —participó en sus páginas el dibujante K-Hito—.
Durante la Primera Guerra Mundial la publicación mantuvo una línea editorial germanófila.
En 1918 retomó la dirección Luis Lucia. Tras la escisión de Vázquez de Mella de 1919, el periódico se separó de la Comunión Tradicionalista, aunque sin adherirse a Mella. En los años sucesivos moderaría su línea editorial, alejándose del tradicionalismo más doctrinal, con un acercamiento a posiciones ideológicas vinculadas a la democracia cristiana; llegaría a ser portavoz de la Derecha Regional Valenciana durante el periodo republicano.
Cesó su publicación en 1936, tras el estallido de la Guerra civil.